# サン・マルティーノ・イン・ストラーダ
サン・マルティーノ・イン・ストラーダ（伊: San Martino in Strada）は、イタリア共和国ロンバルディア州ローディ県にある、人口約3,700人の基礎自治体（コムーネ）。

## 地理

### 位置・広がり

#### 隣接コムーネ
隣接するコムーネは以下の通り。
- カヴェナーゴ・ダッダ
- コルネリアーノ・ラウデンセ
- コルテ・パラージオ
- ローディ
- マッサレンゴ
- オッサーゴ・ロディジャーノ

### 気候分類・地震分類
気候分類では、zona E, 2524 GGに分類される。
また、イタリアの地震リスク階級 (it) では、zona 3 (sismicità bassa) に分類される。

## 行政

### 分離集落
サン・マルティーノ・イン・ストラーダには、以下の分離集落（フラツィオーネ）がある。
- Ca' de' Bolli, Ca' del Conte, Cascina Pompola, Sesto Pergola